# Cornelius Stewart
Cornelius Stewart es futbolista profesional sanvicentino que juega como mediocampista en el club Maziya S&RC de Maldivas. Ha hecho su carrera en varios clubes extranjeros y en la selección de fútbol de San Vicente y las Granadinas en la cual marcó 13 goles hasta el momento.

## Carrera
Cornelius Stewart comenzó su carrera en 2007 en el club sanvicentino System 3 FC durando un período de dos años, después fue traspasado al Hope Internacional Sion Hill. En 2010 comenzó su carrera en el extranjero firmando con el Vancouver Whitecaps de Canadá por años. En 2012 jugó en el Caledonia AIA de Trinidad y Tobago, hasta que en 2013 tuvo la oportunidad de ser fichado en la liga finlandesa logrando desarrollar su carrera en clubes como el OPS Oulu, VPS Vassa, PS Kemi. En 2017 retorno a liga de Maldivas, jugando en el TC Sports y después en el Maziya S&RC club donde actualmente se desempeña.

## Clubes
| Club                         | País                         | Años            |
| ---------------------------- | ---------------------------- | --------------- |
| System 3 FC                  | San Vicente y las Granadinas | 2007 - 2008     |
| Hope Internacional Sion Hill | San Vicente y las Granadinas | 2009            |
| Vancouver Whitecaps          | Canadá                       | 2010 - 2011     |
| Caledonia AIA                | Trinidad y Tobago            | 2012            |
| OPS Oulu                     | Finlandia                    | 2013            |
| VPS Vassan                   | Finlandia                    | 2014            |
| PS Kemi                      | Finlandia                    | 2015 - 2016     |
| TC Sports FC                 | Maldivas                     | 2017            |
| Maziya S&RC                  | Maldivas                     | 2018 - presente |

## Participación Torneos Internacionales
| Torneo                     | Resultado       |
| -------------------------- | --------------- |
| Copa del Caribe de 2012    | Fase preliminar |
| Copa del Caribe de 2014    | Fase preliminar |
| Clasificación Mundial 2018 | Cuarta ronda    |
| Copa del Caribe de 2016    | Segunda ronda   |